# Markus Solbakken
Markus Solbakken (Hamar, 25 luglio 2000) è un calciatore norvegese, centrocampista dello Sparta Praga e della nazionale norvegese.

## Biografia
È figlio dell'allenatore ed ex calciatore Ståle Solbakken.

## Carriera

### Club
Solbakken è cresciuto nel settore giovanile dell'HamKam dove ha debuttato nel 2016 in 2. divisjon. Nel 2021 è passato allo Stabæk con cui ha debuttato in Eliteserien il 21 luglio nell'incontro perso 3-2 contro il Lillestrøm. Nel febbraio del 2022 è passato al Viking.
Il 9 gennaio 2024 è stato acquistato dai cechi dello Sparta Praga.
Il 22 gennaio 2025 viene ceduto in prestito con diritto di riscatto al Pisa.

### Nazionale
Nel giugno del 2023 ha partecipato con la Norvegia Under-21 al campionato europeo. Il 7 settembre seguente ha esordito con la nazionale maggiore nell'amichevole vinta 6-0 contro la Giordania.

## Statistiche

### Presenze e reti nei club
Statistiche aggiornate al 13 maggio 2025.
| Stagione            | Squadra             | Campionato          | Campionato | Campionato | Coppe nazionali | Coppe nazionali | Coppe nazionali | Coppe continentali | Coppe continentali | Coppe continentali | Altre coppe | Altre coppe | Altre coppe | Totale | Totale | Totale |
| Stagione            | Squadra             | Comp                | Pres       | Reti       | Comp            | Pres            | Reti            | Comp               | Pres               | Reti               | Comp        | Pres        | Reti        | Pres   | Reti   |        |
| ------------------- | ------------------- | ------------------- | ---------- | ---------- | --------------- | --------------- | --------------- | ------------------ | ------------------ | ------------------ | ----------- | ----------- | ----------- | ------ | ------ | ------ |
| 2016                | HamKam              | 1D                  | 9          | 0          | CN              | 0               | 0               | -                  | -                  | -                  | -           | -           | -           | 9      | 0      |        |
| 2017                | HamKam              | 2D                  | 23         | 0          | CN              | 1               | 0               | -                  | -                  | -                  | -           | -           | -           | 24     | 0      |        |
| 2018                | HamKam              | 1D                  | 25         | 0          | CN              | 1               | 0               | -                  | -                  | -                  | -           | -           | -           | 26     | 0      |        |
| 2019                | HamKam              | 1D                  | 27         | 1          | CN              | 0               | 0               | -                  | -                  | -                  | -           | -           | -           | 27     | 1      |        |
| 2020                | HamKam              | 1D                  | 26         | 2          | -               | -               | -               |                    | -                  | -                  |             | -           | -           | 26     | 2      |        |
| Totale HamKam       | Totale HamKam       | Totale HamKam       | 110        | 3          |                 | 2               | 0               |                    | -                  | -                  |             | -           | -           | 112    | 3      |        |
| 2021                | Stabæk              | ES                  | 26         | 1          | CN              | 1               | 0               | -                  | -                  | -                  | -           | -           | -           | 27     | 1      |        |
| 2022                | Viking              | ES                  | 27         | 1          | CN+CN           | 3+3             | 0               | UECL               | 6                  | 0                  | -           | -           | -           | 39     | 1      |        |
| 2023                | Viking              | ES                  | 27         | 2          | CN              | 1               | 0               | -                  | -                  | -                  | -           | -           | -           | 28     | 2      |        |
| Totale Viking       | Totale Viking       | Totale Viking       | 54         | 3          |                 | 7               | 0               |                    | 6                  | 0                  |             | -           | -           | 67     | 3      |        |
| feb.giu. 2024       | Sparta Praga        | 1L                  | 8+4        | 0          | CRC             | 3               | 0               | UEL                | 3                  | 0                  | -           | -           | -           | 18     | 0      |        |
| 2024-2025           | Sparta Praga        | 1L                  | 13         | 1          | CRC             | 1               | 0               | UCL                | 3+4                | 0                  | -           | -           | -           | 21     | 1      |        |
| Totale Sparta Praga | Totale Sparta Praga | Totale Sparta Praga | 21+4       | 1          |                 | 4               | 0               |                    | 10                 | 0                  |             | -           | -           | 39     | 1      |        |
| gen.-giu. 2025      | Pisa                | B                   | 7          | 0          | CI              | 0               | 0               | -                  | -                  | -                  | -           | -           | -           | 7      | 0      |        |
| Totale carriera     | Totale carriera     | Totale carriera     | 222        | 8          |                 | 14              | 0               |                    | 16                 | 0                  |             | -           | -           | 252    | 8      |        |

### Cronologia presenze e reti in nazionale
| Cronologia completa delle presenze e delle reti in nazionale ― Norvegia | Cronologia completa delle presenze e delle reti in nazionale ― Norvegia | Cronologia completa delle presenze e delle reti in nazionale ― Norvegia | Cronologia completa delle presenze e delle reti in nazionale ― Norvegia | Cronologia completa delle presenze e delle reti in nazionale ― Norvegia | Cronologia completa delle presenze e delle reti in nazionale ― Norvegia | Cronologia completa delle presenze e delle reti in nazionale ― Norvegia | Cronologia completa delle presenze e delle reti in nazionale ― Norvegia |
| Data                                                                    | Città                                                                   | In casa                                                                 | Risultato                                                               | Ospiti                                                                  | Competizione                                                            | Reti                                                                    | Note                                                                    |
| ----------------------------------------------------------------------- | ----------------------------------------------------------------------- | ----------------------------------------------------------------------- | ----------------------------------------------------------------------- | ----------------------------------------------------------------------- | ----------------------------------------------------------------------- | ----------------------------------------------------------------------- | ----------------------------------------------------------------------- |
| 7-9-2023                                                                | Oslo                                                                    | Norvegia                                                                | 6 – 0                                                                   | Giordania                                                               | Amichevole                                                              | -                                                                       | 61’                                                                     |
| Totale                                                                  |                                                                         | Presenze                                                                | 1                                                                       |                                                                         | Reti                                                                    | 0                                                                       |                                                                         |

## Palmarès

### Club

#### Competizioni nazionali
- 2. divisjon: 1

HamKam: 2017 (gruppo 1)
- Campionato ceco: 1

Sparta Praga: 2023-2024
- Coppa della Repubblica Ceca: 1

Sparta Praga: 2023-2024